# Blue Roof
Blue Roof es el nombre común que se le da a una mansión y antiguo palacio presidencial en el suburbio de Borrowdale en Harare, Zimbabwe. Fue construido en 2006 por el partido político ZANU-PF como casa familiar del entonces presidente de Zimbabwe, Robert Mugabe. Tras su muerte, la propiedad pasó a la familia Mugabe.

## Historia
Robert Mugabe había sido primer ministro y más tarde presidente de Zimbabwe tras su independencia del Reino Unido y su reconstitución de la no reconocida Rodesia. Anteriormente había ocupado la Cámara de Representantes de Zimbabwe como primer ministro y más tarde la Cámara de Representantes como presidente, ambos en Harare. Mugabe afirmó que en 1986 se hicieron planes para construir un nuevo palacio presidencial para su familia. En 2003, ZANU-PF firmó un contrato con una empresa yugoslava para construirlo, siempre que los zimbabuenses proporcionaran los materiales.  Mugabe afirmó que la construcción fue financiada con donaciones de China y Malasia, así como de otros países.   El primer ministro de Malasia, Mahathir Mohamad, donó madera de Malasia por valor de 100.000 ringgit para la construcción.  El coste total se estimó en unos 3 millones de libras esterlinas y su construcción tardó tres años.   Se ganó el sobrenombre de "techo azul" debido a las tejas de color azul de Shanghai, China, utilizadas en el techo. 
En 2006, como preparación para el fin de la construcción, Mugabe ordenó que se implementaran una serie de medidas. Los propietarios de las propiedades que rodean el palacio recibieron cartas diciendo que se enfrentaban al desalojo de sus casas por encontrarse dentro de una zona de seguridad.  Los críticos alegaron que eso se debía a que Mugabe no quería que la gente viviera cerca de él.  El acceso al tráfico peatonal y vehicular también se restringiría de manera similar a las medidas que Mugabe había implementado alrededor de la Casa de Estado. 
Tras el golpe de Estado de Zimbabwe de 2017 que destituyó a Mugabe de su cargo, las Fuerzas de Defensa de Zimbabwe lo pusieron bajo arresto domiciliario en Blue Roof.  Tras la muerte de Mugabe en 2019, su cuerpo yacía en el Blue Roof.  Después surgieron dudas sobre quién era el dueño de la mansión.  ZANU-PF afirmó que era su propietario y contrató a un abogado para asegurarse de que no figurara como parte del patrimonio de Mugabe.   A pesar de los informes de que se convertiría en museo, ZANU-PF anunció que lo entregarían a la familia de Mugabe para ayudar a garantizar su seguridad. 